# Geissospermum urceolatum
Geissospermum urceolatum är en oleanderväxtart som beskrevs av Alwyn Howard Gentry. Geissospermum urceolatum ingår i släktet Geissospermum och familjen oleanderväxter. Inga underarter finns listade i Catalogue of Life.